# I Play: Football Champ
I Play: Football Champ is een videospel dat werd ontwikkeld en uitgegeven door Simulmondo. Het spel kwam in 1991 uit voor de Commodore 64. Het is een uitbreiding van I Play: 3-D Soccer. De speler kan kiezen uit de landen Italie, Duitsland of Engeland en moet zijn team naar de eerste plaats zien te brengen. Als het spel begint kan de speler nog de namen van de voetballers instellen. Tijdens het spel wordt er commentaar gegeven wie de bal heeft of wat er gebeurd. Het perspectief wordt getoond in de derde persoon.

## Ontwikkelteam
| Rol         | Naam            |
| ----------- | --------------- |
| Producer    | Francesco Carla |
| Programmeur | Nicola Ferioli  |
| Graphics    | Ivan Venturi    |
| Titlescreen | Ivan Venturi    |